# Dicionário biográfico de músicos portugueses
Dicionário Biográfico de Músicos Portugueses  estava  incluído como oferta em fascículos  nos primeiros anos da assinatura  da revista A Arte Musical (1898-1915)  criado por Ernesto Vieira publicado pela Casa Lambertini.